# HMS Grundsund (15)
HMS Grundsund, även MUL 15, var ursprungligen en minutläggare i svenska marinen som levererades till marinen 1954 som nummer fyra i en serie om åtta minutläggare som specialkonstruerats för att lägga ut och ta hem kustartilleriets kontrollerbara mineringar. Fartyget livstidsförlängdes och tjänstgjorde därefter som stab- och ledningsfartyg inom amfibiekåren där hon övertog uppgifterna som HMS Arkösund (12) tidigare haft. Fartyget hette MUL 15 till 1985 då det fick sitt namn Grundsund.
Fartyget renoverades år 1991.
HMS Grundsund heter numera Ferox och används som dykcharterfartyg i Colombia. Nuvarande ägare är Colombia Dive Adventures SAS, som även äger f.d. HMS Arkösund (Mul 12) som numera heter Vivax.